# 亞姆村

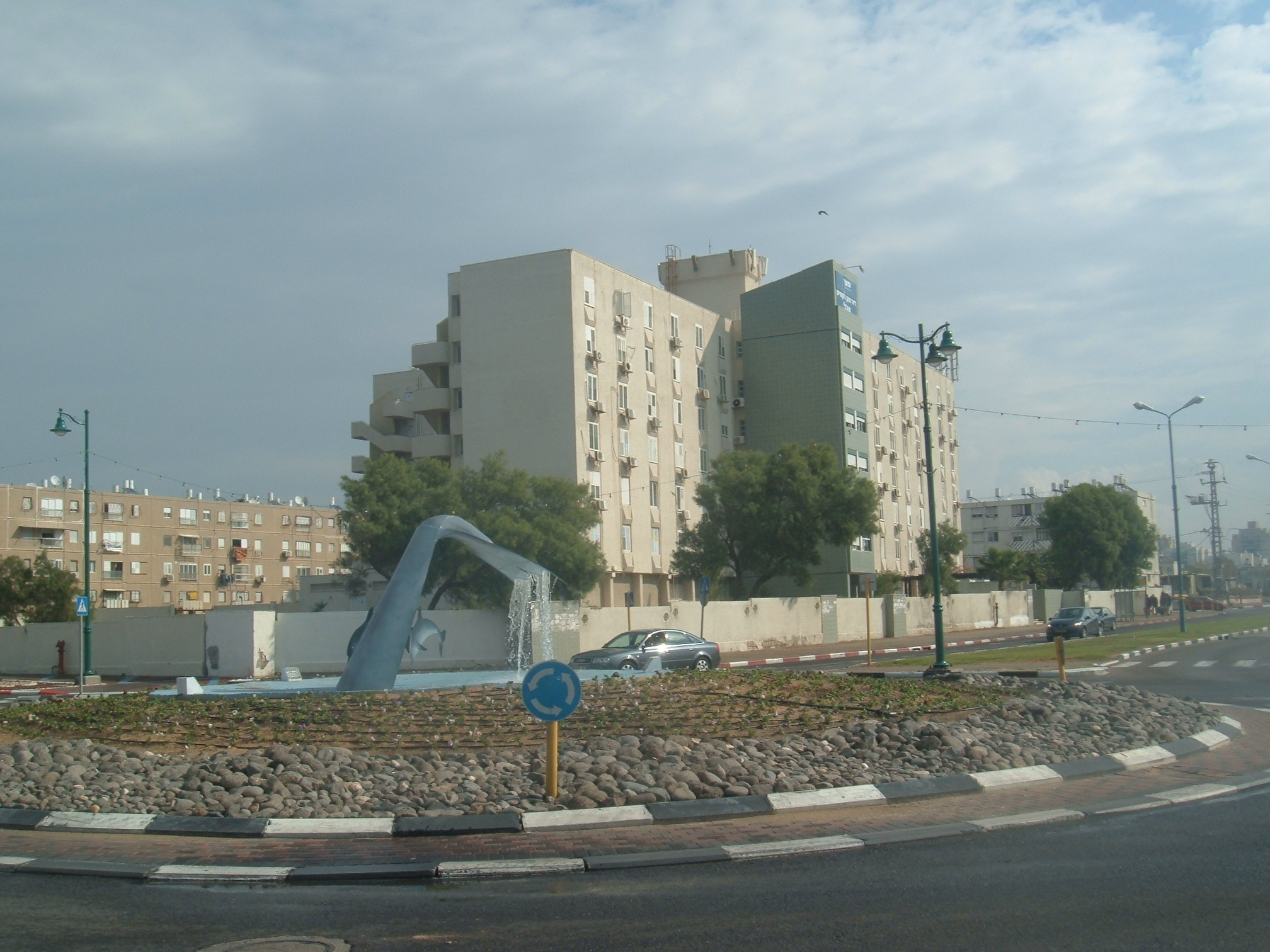

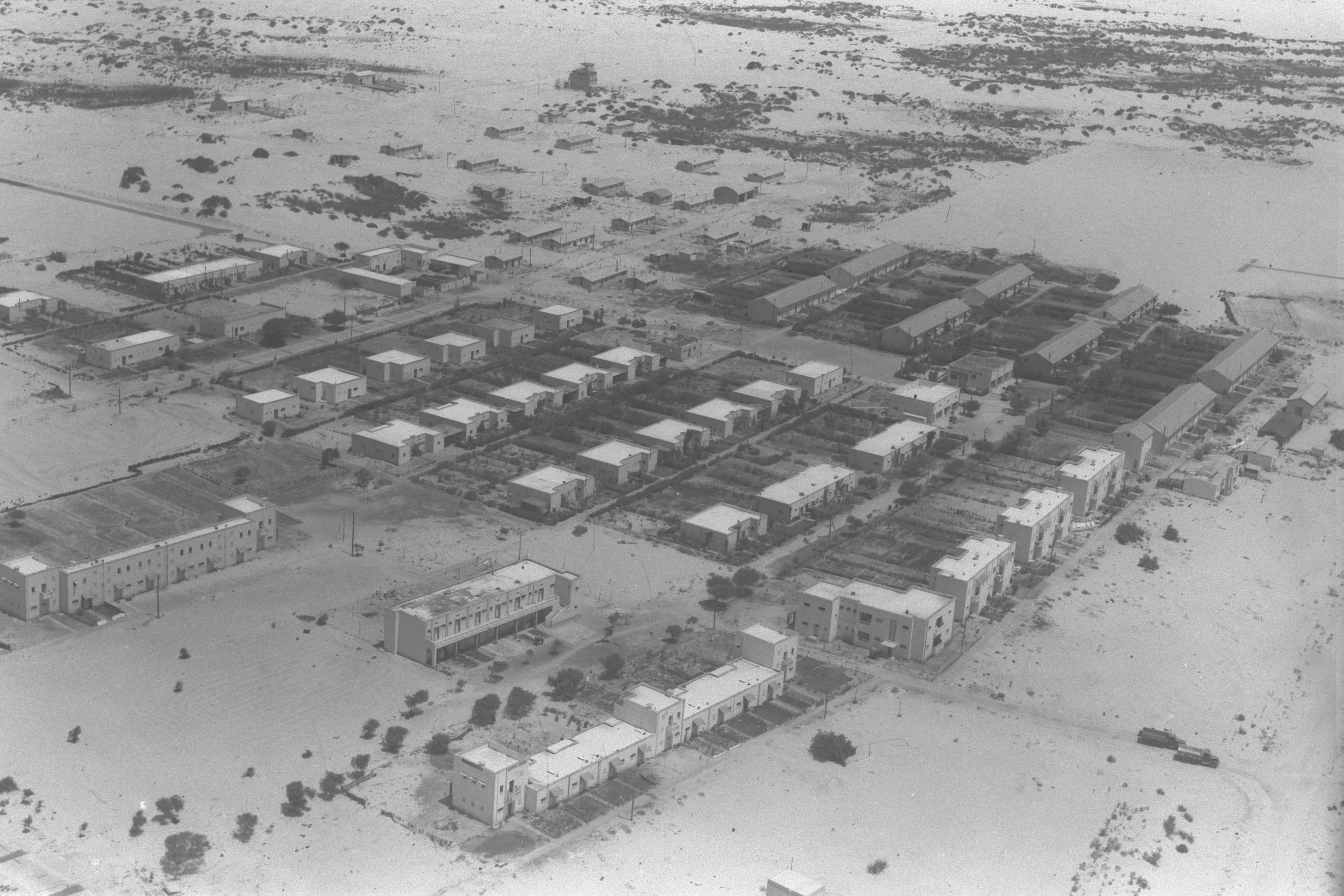

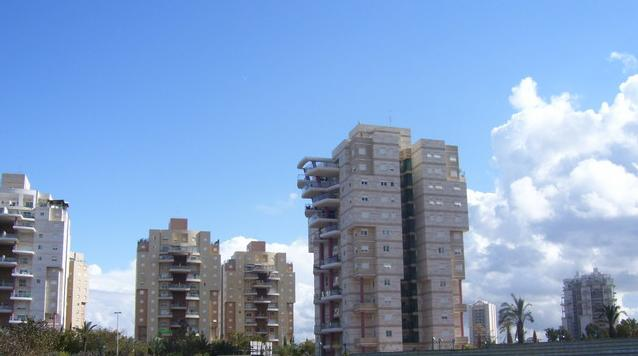

亞姆村是以色列的城鎮，位於該國西北部地中海沿岸，距離首府海法12公里，由海法區負責管轄，始建於1945年，面積4.34平方公里，2007年人口36,800。